# Маскарад (пьеса)
«Маскара́д» — драма Лермонтова в четырёх действиях, в стихах. Главным героем её является наделённый мятежным духом и умом дворянин Евгений Арбенин.
Пьеса повествует о петербургском обществе 1830-х годов.

## Действующие лица
- Евгений Александрович Арбенин
- Нина, жена Арбенина
- Князь Звездич
- Баронесса Штраль
- Казарин, Афанасий Павлович
- Шприх, Адам Петрович
- Маска
- Чиновник
- Игроки
- Гости
- Слуги и служанки

## История

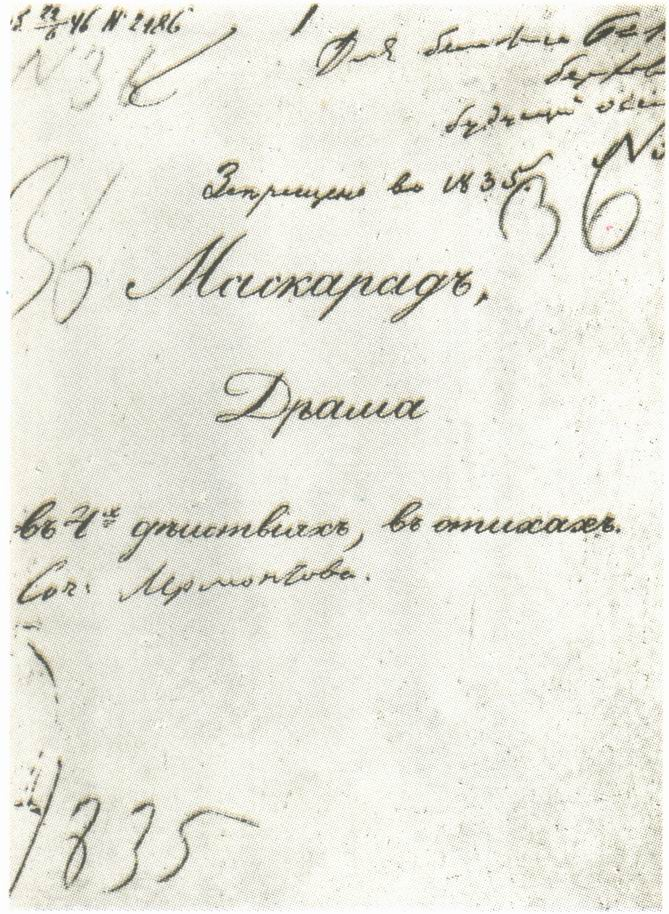
Титульный лист драмы

Пьеса написана в 1835 году. Изначально содержала в себе три акта и заканчивалась смертью Нины. Лермонтов, мечтая увидеть своё детище на сцене, представил её в драматическую цензуру, которой в то время ведал шеф жандармов Бенкендорф. Цензура не пропустила пьесу по причине, как сказано было самому автору, «слишком резких страстей». При этом цензор возмущался, как мог поэт критиковать костюмированные балы в доме В. В. Энгельгардта. Драма была возвращена Лермонтову для дальнейших исправлений.

## Вторая редакция
Желая избежать коренных изменений текста, автор добавил новый, четвёртый, акт и ввёл фигуру Неизвестного. В его образе судьба карает героя.

## Третья редакция
Цензура опять не пустила пьесу на сцену. Тогда Лермонтов подвергает драму столь капитальной переработке, что появляется новое произведение, «Арбенин». Но даже и в таком искалеченном виде пьеса не устраивает грозного цензора.
Возможно, истинной причиной является то, что в основу произведения положено реальное происшествие. Об этом свидетельствует то, что Нину называют Настасьей Павловной. Всего один раз за всю пьесу, но во всех редакциях и переделках. Должно быть, это было намёком для публики об истинных обстоятельствах, положенных в основу драмы. Уцелела и дошла до нас только вторая, четырёхчастная редакция пьесы.

## Сюжет
Герой драмы Арбенин наделён мятежным духом, умом, сильной волей и средствами. Но, будучи связанным с великосветским обществом рождением и воспитанием, он напрасно стремится обрести независимость и свободу. Он живёт по законам этого общества и, пытаясь защитить свою честь, ослеплённый ревностью и самолюбием, совершает убийство своей жены.

### Действие первое
Игра в карты. За столом понтируют. Арбенин спасает честь князя Звездича. Оттуда они едут на маскарад, куда поехала и супруга Арбенина, Нина. Звездич заигрывает с дамой, которая ведёт себя распущенно. Это знакомая Нины. Князь не видит её лица. Дама отдаёт ему случайно найденный ею браслет на память. На самом деле это браслет Нины. Дома Арбенин видит пропажу браслета с руки жены и считает, что та дама была она, и что она изменяет ему со Звездичем.

### Действие второе
Нина встречается с Баронессой. Арбенин читает письмо, адресованное Нине Звездичем, он тоже считает, что та женщина за маской была Нина, а не Баронесса. Это ещё больше распаляет Арбенина. О якобы измене знает уже весь Петербург. Арбенин хочет заколоть Звездича, но, считая это слишком мягким наказанием, лишает того чести перед всеми. Арбенин обещает отомстить и жене.

### Действие третье
На балу Арбенин подмешивает в мороженое жены яд, некогда купленный им в молодости из-за крупного проигрыша. В их спальне происходит сцена объяснения Арбенина с женой. Он до безумия любит её, но ослеплён ревностью и не слышит мольбы невиновной жены о помощи (яд уже действует). В 3-м действии (сцена 1, выход 3) упоминается полное имя Нины — Настасья Павловна.

### Действие четвёртое
Нина умерла. К Арбенину приходят Неизвестный и Звездич. Оба хотят отомстить. Они приносят ему письмо Баронессы, где та оправдывает Нину. Понимая, что убитая им Нина была не виновата, Арбенин сходит с ума.

### Вывод
Не только Арбенин виноват в смерти жены. Виноваты также Казарин, Шприх, Баронесса и многие другие — все они, желая достичь своих целей, не сказали в своё время правды или, наоборот, подлили масло в огонь. Об этом и говорит нам автор, дав название пьесе «Маскарад».
Единственная пьеса, написанная Лермонтовым именно для сцены, так и не была поставлена при жизни автора, но её ставят, смотрят и читают в наше время.
Пьеса содержит в себе огромное количество монологов, каждый из которых может служить отдельным, целостным произведением.

## Критика о драме
То, что «Маскарад» — социальная трагедия, теперь уже ни у кого не вызывает сомнения. Однако к этому определению можно было бы добавить ещё, что «Маскарад» не трагедия любви, но трагедия сильных людей, обреченных на бездействие или на деятельность пошлую и ничтожную.— [http://feb-web.ru/feb/lermont/critics/mas/mas1137-.htm

## Драма в письмах
… да как ты не пишешь, какую ты пиесу сочинил, комедия или трагедия, все, что до тебя касается, я неравнодушна, уведомь, а коли можно, то и пришли через почту— Письмо Елизаветы Арсеньевой Лермонтову, 18 октября 1835 года

## Публикации
При жизни Лермонтова пьеса не только не ставилась, но и не печаталась. Впервые она опубликована с многочисленными купюрами в 1842 г. в издании «Стихотворения М. Лермонтова» (ч. III, с. 1—187); полный текст, без цензурной правки — в 1873 г. в собрании сочинений Лермонтова под редакцией П. А. Ефремова (т. II, с. 324—437).

## Сценическая история

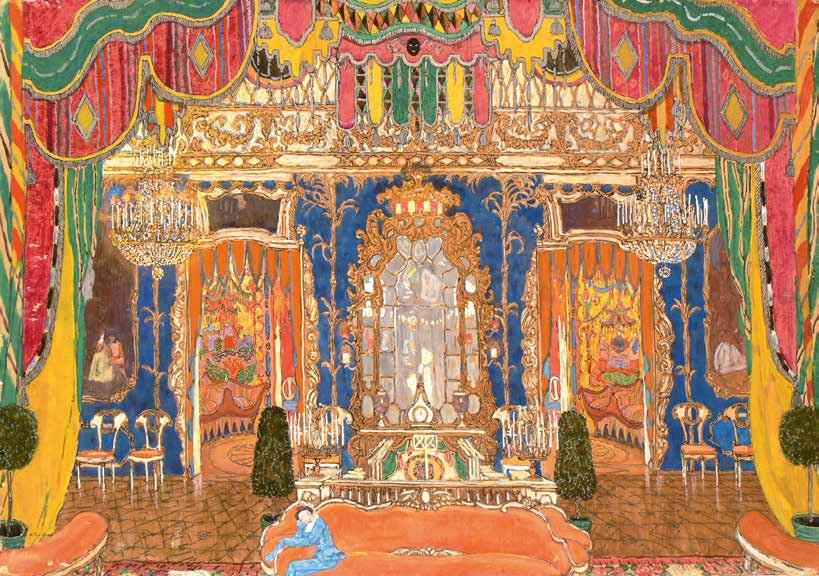
Александр Головин. Эскиз декораций к драме «Маскарад»

Первый раз пьесу поставили в 1852 году в бенефис актрисы М. Валберховой (Александринский театр). Запрет на полную постановку «Маскарада» в театре был снят цензурой в 1862 году. Это было обосновано тем, что «поскольку в 1852 г. показали в театре самые существенные сцены пьесы Лермонтова, не имеет смысла держать всю пьесу под запретом».
13 (25) января 1864 года на сцене Александринского театра, в бенефис актрисы Линской, в первый раз полностью был поставлен спектакль по пьесе М. Ю. Лермонтова «Маскарад». После премьеры, 13 января 1864 года, «Маскарад» был повторен 15 января и показан ещё три раза в феврале (3, 23, 27) того же года. Затем «Маскарад» надолго сошёл со сцены Александринского театра. Только в 1889 году он был возобновлён всего на один спектакль, в бенефис Сазонова и, очевидно, в связи с 75-летней годовщиной рождения Лермонтова.
По оценке В. А. Мануйлова и В. Э. Вацуро, «настоящая сценическая жизнь „Маскарада“ началась, однако, только в 1917 г., когда эту драму в оформлении А. Я. Головина поставил в Александринском театре В. Э. Мейерхольд»
В 1941 году, к столетию со дня смерти Лермонтова, Московский театр имени Вахтангова ставил его драму «Маскарад». Музыка была заказана Хачатуряну. Он с радостью принял заказ: «…я знал, что много лет назад к постановке „Маскарада“, которую осуществил в Петербурге Всеволод Мейерхольд, музыку писал Александр Константинович Глазунов. Когда спектакль этот был в 1938 году восстановлен и я увидел его, то был удивлен: в музыке Глазунова не оказалось вальса, „заданного“, как мне представляется, самим Лермонтовым. Мне глубоко запали в душу слова Лермонтова, вложенные им в уста Нины, когда, вернувшись с рокового бала, она вспоминает:
Как новый вальс хорош! в каком-то упоеньи
Кружилася быстрей — и чудное стремленье
Меня и мысль мою невольно мчало вдаль,
И сердце сжалося: не то, чтобы печаль,
Не то, чтоб радость…»
Премьера спектакля состоялась буквально за несколько часов до начала войны — в субботу 21 июня 1941 г. В силу обстоятельств военного времени спектакль быстро сошел со сцены. Музыка Хачатуряна осталась жить на симфонической эстраде в виде сюиты, скомпонованной композитором в 1943 году.
В том спектакле роль Нины исполняла актриса А. А. Казанская, которой композитор и посвятил этот вальс.

## Постановки
| Дата выпуска      | Театр                                                                   | Создатели | Евгений Арбенин                                                                                     | Нина Арбенина                                                                                             | Князь Звездич                                                                                         | Примечание                                                                                             |
| ----------------- | ----------------------------------------------------------------------- | --- | --------------------------------------------------------------------------------------------------- | --- | --- | --- |
| 1852              | Александринский театр                                                   | | В. А. Каратыгин                                                                                     | М. И. Валберхова                                                                                          | Смирнов                                                                                               | Отдельные сцены                                                                                        |
| 1853              | Малый театр                                                             | А. Ф. Акимов | К. Н. Полтавцев                                                                                     | Е. Н. Васильева                                                                                           | Черкасов                                                                                              | |
| 1862 24 сентября  | Малый театр                                                             | | И. В. Самарин                                                                                       | Г. Ф. Позднякова                                                                                          | Ленский                                                                                               | |
| 1864, 13 января   | Александринский театр                                                   | | Аграмов                                                                                             | Линская                                                                                                   | Нильский                                                                                              | Впервые полностью                                                                                      |
| 1917              | Александринский театр                                                   | Режиссёр — Всеволод Мейерхольд, Художник — Александр Головин | Юрий Михайлович Юрьев                                                                               | Екатерина Рощина-Инсарова                                                                                 | | |
| 1924              | Пензенский областной драматический театр                                | Режиссёр — Яков Алексеевич Балиев | Георгий Михайлович Васильев                                                                         | | | |
| 1939              | Краснодарский Краевой драмтеатр им М. Горького                          | Худ.рук. постановки — К. Ф. Степанов-Колосов Художник — Л. П. Цыгоев Композитор — В. И. Сафонов | С. С. Михалёв                                                                                       | Е. Д. Маринич                                                                                             | А. Х. Полинский                                                                                       | Постановка к 125-летию М. Ю. Лермонтова                                                                |
| 1956              | Иркутский академический драматический театр имени Н. П. Охлопкова       | | М. А. Куликовский                                                                                   | | | |
| 1982              | Краснодарский Краевой драмтеатр им М. Горького                          | Режиссёр — М. А. Куликовский | М. А. Куликовский                                                                                   | | | |
| 2004              | Театр "Сатирикон"                                                       | Режиссёр — В. Агеев Художник по костюмам — А. Климов | М. Аверин Д. Суханов                                                                                | Г. Тарханова                                                                                              | Я. Ломкин                                                                                             | |
| 2005              | Театр им. Леси Украинки                                                 | Художественный проект и постановка — И. Селин, Сценография — А. Дубровин, Костюмы — И. Лебедева | Валентин Шестопалов                                                                                 | Ольга Олексий                                                                                             | Роман Трифонов                                                                                        | |
| 2006              | БДТ                                                                     | Режиссёр — Тимур Чхеидзе, Художник — Юрий Гегешидзе | Андрей Толубеев                                                                                     | Александра Куликова                                                                                       | Михаил Морозов                                                                                        | |
| 2008, 1 апреля    | Оренбургский областной драматический театр имени М. Горького            | Режиссёр — Рифкат Исрафилов, Сценограф — Тан Еникеев, Балетмейстер — О. Николаев, Композитор — С. Курбатский | з.а. РФ Олег Ханов                                                                                  | Алсу Шамсутдинова                                                                                         | Сергей Шахмуть                                                                                        | Страница спектакля                                                                                     |
| 2008, 16 октября  | Тверской академический театр драмы                                      | Постановка — В. А. Ефремова, Художник-постановщик — А. Г. Иванов, Музыка — Л. А. Лапутин, Художник по костюмам — И. В. Подосёнкова | н.а. Константин Юченков                                                                             | Анжелика Панкова                                                                                          | Александр Павлишин                                                                                    | Страница на сайте театра                                                                               |
| 2010, 21 января   | Театр имени Евгения Вахтангова                                          | Постановка — Римас Туминос, Сценография — Адомас Яцовскис, Художник по костюмам - Максим Обрезков, Композитор — Фаустас Латенас | Евгений Князев                                                                                      | Мария Волкова                                                                                             | Леонид Бичевин                                                                                        | Страница спектакля                                                                                     |
| 2012, 20 марта    | Коляда театр                                                            | Н. Коляда | з.а. РФ Олег Ягодин                                                                                 | Василина Маковцева, Наталья Цыганкова                                                                     | Антон Бутаков, Мурад Халимбеков                                                                       | страница спектакля                                                                                     |
| 2014 19 апреля    | Малый театр                                                             | н.а. России А. А. Житинкин | н.а. России Борис Клюев                                                                             | Полина Долинская                                                                                          | Александр Дривень                                                                                     | К 200-летию со дня рождения М. Ю. Лермонтова. Страница спектакля                                       |
| 2014, 19 сентября | Александринский театр                                                   | Автор спектакля — Валерий Фокин, Сценография — Семён Пастух, Художник по воссозданию исторических костюмов - Ника Велегжанинова | Н.а. РФ Пётр Семак, Дмитрий Лысенков                                                                | Елена Вожакина                                                                                            | Виктор Шуралёв                                                                                        | Спектакль по драме М. Ю. Лермонтова и спектаклю Всеволода Мейерхольда 1917 года Страница спектакля     |
| 2014, 15 октября  | Ставропольский академический театр драмы имени М. Ю. Лермонтова         | Режиссёр-постановщик — Ю. Еремин | з.а. РФ Игорь Барташ                                                                                | Дарья Сафонова                                                                                            | Александр Кошелевский                                                                                 | Страница спектакля                                                                                     |
| 2017, 16 декабря  | Творческое объединение «Миллениум»                                      | Авторская музыка и постановка Галины Троицкой | Александр Томских                                                                                   | Александра Плотникова                                                                                     | Ярослав Багрий                                                                                        | Мюзикл получивший название «Слишком поздно». Постановка любительского театра. Рецензия на спектакль.   |
| 2019, 12 июля     | Брянский областной театр драмы имени А. К. Толстого                     | Режиссёр-постановщик — Валерий Саркисов Художник по костюмам — Андрей Климов | з.а. России Александр Кулькин                                                                       | Юлия Филиппова                                                                                            | Никита Тыщенко                                                                                        | Страница спектакля                                                                                     |
| 2019, 4 октября   | Краснодарский академический театр драмы им. М. Горького                 | Режиссёр-постановщик и музыкальное оформление — Константин Демидов, Художник-постановщик — Андрей Климов Балетмейстер — Анна Гилунова Художник по свету — Евгений Виноградов | з.а. России Олег Метелёв                                                                            | Ольга Вавилова, Марина Дмитриева                                                                          | Михаил Дубовский                                                                                      | Постановка осуществлена к открытию 100 сезона театра и к 205 летию М. Ю. Лермонтова Страница спектакля |
| 2019, 22 ноября   | Владимирский театр драмы                                                | Режиссёр-постановщик — Вадим Данцигер Сценография — Борис Шлямин Художник по костюмам — Андрей Климов Балетмейстер — Ярослав Францев | Юрий Круценко                                                                                       | Анна Лузгина                                                                                              | Александр Аладышев                                                                                    | Страница спектакля                                                                                     |
| 2019, 12 декабря  | Костромской государственный драматический театр имени А. Н. Островского | Режиссёр-постановщик и художник-постановщик - Елена Сафонова | з.а. Костр. обл. Дмитрий Рябов                                                                      | Алёна Голубева                                                                                            | Вячеслав Клычёв                                                                                       | Страница спектакля                                                                                     |
| 2022, 21 апреля   | Московский академический театр сатиры                                   | Режиссёр-постановщик — Сергей Землянский Художник-постановщик, художник по костюмам — Максим Обрезков Композитор — Павел Акимкин Художник по свету — Александр Сиваев Либретто — Андрей Щеткин Ассистент-хореограф — Виктория Скицкая, Дмитрий Акимов Помощник режиссёра — Наталья Александрова | Максим Аверин                                                                                       | Моряна Анттонен-Шестакова / Майя Горбань                                                                  | Максим Демченко / Илья Малаков                                                                        | Страница спектакля                                                                                     |
| 2022 30 сентября  | Свердловский театр музыкальной комедии                                  | либретто — Юрий Димитрин режиссёр-постановщик - Нина Чусова | - Олег Прохоров, лауреат международных конкурсов - Леонид Чугунников, заслуженный артист РСО-Алания | - Екатерина Мощенко, лауреат международного конкурса - Ксения Устьянцева, лауреат международных конкурсов | - Роман Берёзкин, лауреат международных конкурсов - Андрей Опольский, лауреат международных конкурсов | Страница спектакля                                                                                     |